# August Wängberg
August Nils Tomas Wängberg (Vienna, 30 dicembre 1993) è un calciatore svedese, difensore del GAIS.

## Carriera
Wängberg è nato a Vienna, in Austria. La famiglia viveva in Repubblica Ceca al momento della sua nascita, ma ha scelto di partorire a Vienna poiché lì gli ospedali erano migliori. Da bambino, Wängberg ha vissuto anche in Svizzera e a Finspång in Svezia prima che la famiglia si trasferisse a Göteborg quando lui aveva cinque anni. Nell'estate del 1999 ha iniziato a giocare a calcio nell'Örgryte IS, giocando in gioventù principalmente come attaccante o ala. Ha giocato qui fino al 2011, quando è passato al Qviding FIF. Nel gennaio 2013 è stato promosso in prima squadra, impegnata nella terza serie nazionale.
Nell'agosto del 2013 Wängberg si è trasferito negli Stati Uniti per frequentare la San Diego State University con cui ha giocato 19 partite, prima di tornare al Qviding nel dicembre dello stesso anno, disputando i campionati 2014 e 2015 nuovamente in terza serie.
Nel febbraio 2016, prima dell'inizio della stagione, Wängberg è stato acquistato dal Syrianska FC. Ha debuttato in Superettan, il secondo campionato svedese, il 3 aprile 2016, subentrando nella sconfitta per 1-0 contro l'Ängelholms FF valida per la prima giornata. Nel luglio 2016, a metà torneo, il giocatore ha ottenuto la rescissione del contratto, e pochi giorni più tardi è tornato al Qviding, squadra ancora militante nella terza serie nazionale.
Nell'agosto 2017 Wängberg è tornato a calcare i campi della Superettan con l'acquisizione da parte del GAIS, con cui ha firmato un contratto di un anno e mezzo. L'allenatore del GAIS di allora, Bosko Orovic, aveva già provato a ingaggiarlo in precedenza quando allenava l'Utsiktens BK, ma all'epoca Wängberg aveva rifiutato. Nell'aprile del 2018 Wängberg ha rinnovato con il GAIS per altri due anni con opzione per un ulteriore anno. Nel novembre 2019 ha siglato un ulteriore rinnovo biennale. Dopo diversi anni nel club, nel marzo 2021 Wängberg è diventato il nuovo capitano succedendo a Carl Nyström, anche se a partire dall'anno seguente ha ricoperto il ruolo di vice capitano in quanto da quell'annata la fascia è andata a Niklas Andersen. Al termine del campionato di Superettan 2021 il GAIS è retrocesso in Ettan dopo una sconfitta negli spareggi contro il Dalkurd, ma Wängberg è rimasto ugualmente in rosa, siglando un contratto di un anno per la stagione 2022. Il GAIS ha poi vinto il girone sud dell'Ettan 2022, risalendo così in Superettan dopo un solo anno, e il contratto di Wängberg è stato esteso anche per il 2023. I neroverdi hanno poi proseguito la loro scalata centrando la seconda promozione in due anni, che ha riportato il club in Allsvenskan da cui il GAIS mancava dal 2012. Nel dicembre 2023 ha firmato un rinnovo contrattuale per altri tre anni. Nel corso della stagione 2024, in cui è stato nominato uno dei due capitani insieme a Mervan Çelik, Wängberg ha dunque disputato la sua prima stagione in carriera nella massima serie svedese, un'annata che lo ha visto scendere in campo da titolare in tutte e trenta le giornate di un'Allsvenskan 2024 chiusa a livello di squadra al sesto posto in classifica.

## Palmarès

### Club

#### Competizioni nazionali
- Ettan: 1

GAIS: 2022